# Felipe Araya
Felipe Matías Araya Urrutia (* 14. Dezember 1990 in El Salvador) ist ein ehemaliger chilenischer Fußballspieler auf der Position eines Stürmers.

## Karriere
Felipe Araya begann seine Karriere 2010 beim CD Cobresal, bei dem er bis 2012 spielte. 2013 wechselte er zu Coquimbo Unido, wo er jedoch nur eine Partie bestritt. Anschließend spielte er von 2013 bis 2014 bei Deportes Linares. Von 2014 bis 2016 war er bei Curicó Unido aktiv, bevor er 2016 bis 2017 für Independiente de Cauquenes spielte, wo er zehn Tore in 30 Spielen erzielte. Seine letzte Station war Deportes Melipilla, für das er von 2017 bis 2019 spielte.